# بهروز صحابه تبریزی
مهندس بهروز صحابه تبریزی (متولد ۱۳۳۰ خورشیدی در مشهد) در حال حاضر مدیر عامل مؤسسهٔ کتاب همراه است. وی دارای مدرک کارشناسی ریاضی و مهندسی کامپیوتر از دانشکدهٔ ریاضی و علوم کامپیوتر دانشگاه صنعتی شریف است. در کارنامهٔ وی مجموعه‌ای از مسئولیت‌های مدیریتی، فعالیت‌های سیاسی و سابقهٔ ورزش حرفه‌ای به چشم می‌خورد.
مهمترین مسئولیت‌های مدیریتی وی در صنعت کامپیوتر و در صنعت نشر در ایران بوده‌است. به علاوه، وی در زمرهٔ فعالان سیاسی اصلاح طلب در ایران است و از مشاوران سید محمد خاتمی، مصطفی معین و میرحسین موسوی به‌شمار می‌آید. همچنین، وی سابقهٔ درخشانی در فوتبال ایران داشته‌است. در سال‌های ۱۳۵۵ و ۱۳۵۶، وی به همراه باشگاه فوتبال پاس تهران فاتح جام تخت جمشید شد و در سال ۱۳۶۲ و ۱۳۶۳ نیز عهده‌دار ریاست فدراسیون فوتبال ایران بود.

## مسئولیت‌های مدیریتی
پیشینهٔ مسئولیت‌های مدیریتی بهروز صحابه تبریزی را می‌توان به دو دوره تقسیم کرد. از سال ۱۳۶۰ تا ۱۳۶۹ مسئولیت‌های مدیریتی وی ارتباطی نزدیک با پیشینهٔ آموزشی اش در علوم کامپیوتر دارد. امّا از سال ۱۳۶۹ مسئولیت‌های مدیریتی وی همواره مرتبط به صنعت نشر بوده‌است.
از سال ۱۳۶۰ تا سال ۱۳۶۹، بهروز صحابه تبریزی به ترتیب عهده‌دار مدیریت شرکت تولیدی پَرناک، کارشناسی کامپیوتر و معاونت جنگ سازمان هواشناسی ایران، مشاور آموزشی و عضو هیئت مدیریهٔ شرکت داده پردازی ایران و در نهایت نیز مدیریت شرکت کامپیوتری پردازان بود. در طول این دهه، تمرکز حرفه‌ای وی ارتباطی نزدیک با پیشینهٔ آموزشی اش داشت.
از سال ۱۳۶۹، وی توسط مصطفی معین (وزیر وقت آموزش عالی) به مدیریت سازمان انتشارات انقلاب اسلامی برگزیده شد. مدیریت بر این شرکت انتشاراتی، موجب تغییر در سمت و سوی حرفه‌ای وی شد. ایشان تا سال ۱۳۷۳ مدیر عامل سازمان انتشارات انقلاب اسلامی باقی ماند. پس از آن، وی به همراه همکاران نزدیکش، مؤسسهٔ کتاب همراه را در سال ۱۳۷۴ تأسیس کرد. تا به امروز نیز وی در قامت عضو مؤسس، عضو هیئت مدیره یا مدیر عامل به مدیریت این مؤسسهٔ انتشاراتی مشغول بوده‌است. با بازگشت مصطفی معین به وزارت علوم، تحقیقات و فناوری، بهروز صحابه تبریزی در سال ۱۳۷۶ به مدیریت انتشارات علمی و فرهنگی برگزیده شد. این شرکت انتشاراتی حاصل ادغام سازمان انتشارات انقلاب اسلامی و انتشارات علمی و فرهنگی بود. بهروز صحابه تبریزی تا سال ۱۳۸۴ مدیریت این شرکت انتشاراتی را بر عهده داشت.

## فعالیت‌های سیاسی

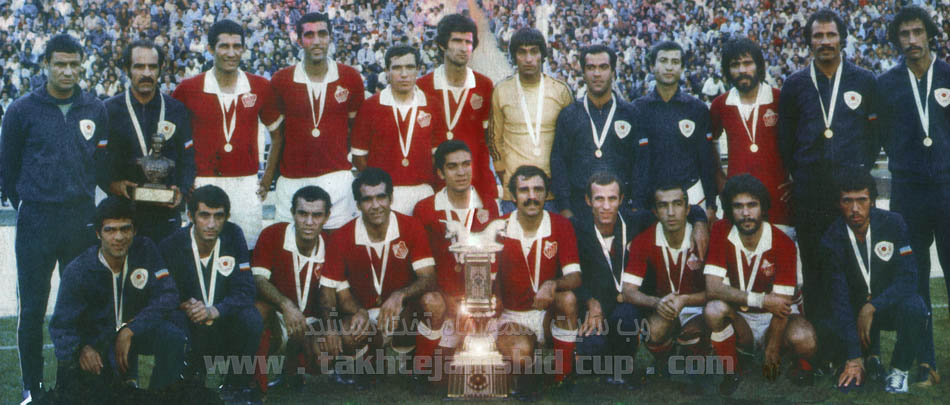
صحابه تبریزی، سومین نفر نشسته از راست، در جشن قهرمانی باشگاه فوتبال پاس تهران در جام تخت جمشید. (منبع: وبسایت جام تخت جمشید)

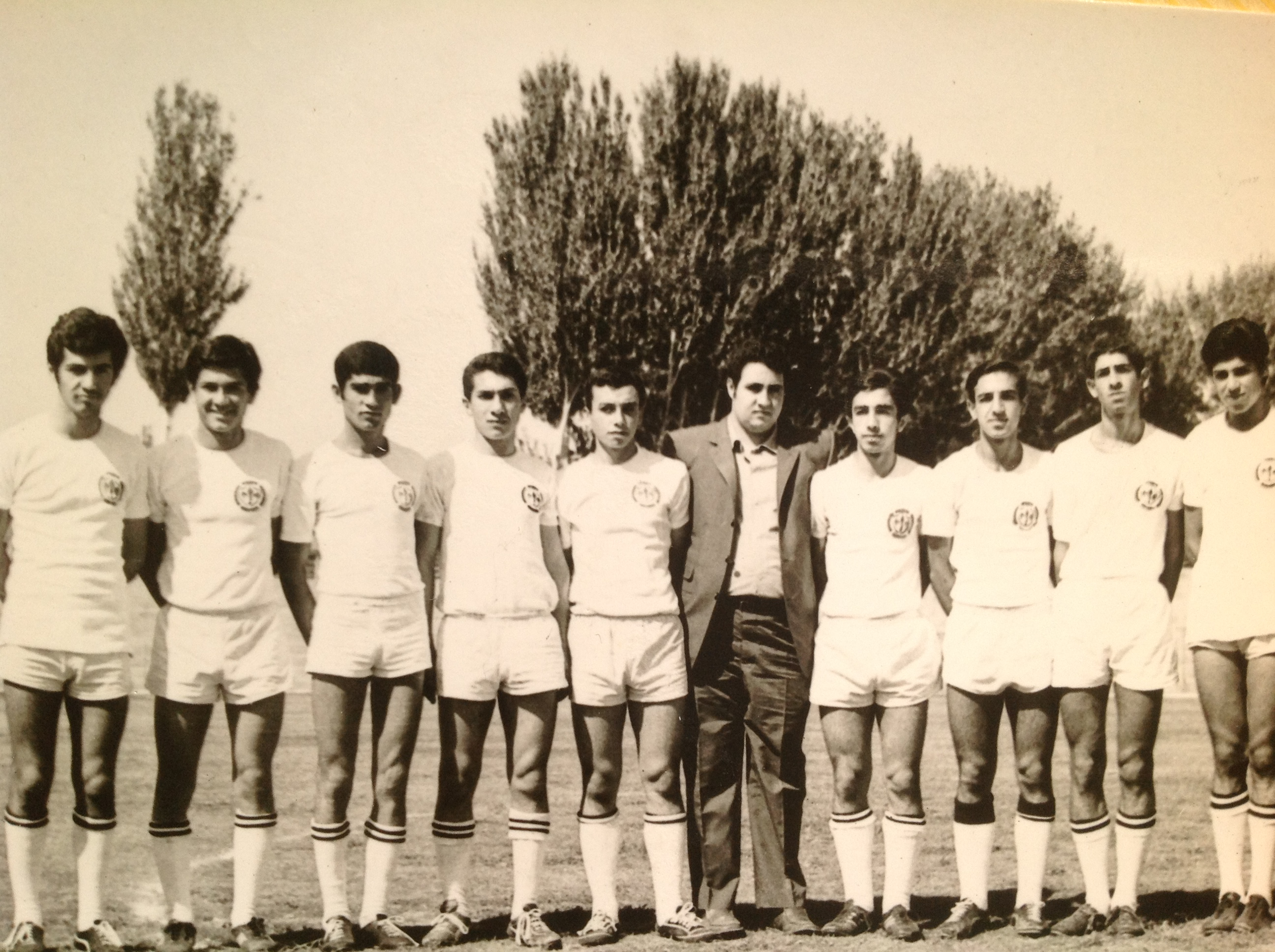
صحابه تبریزی، چهارمین نفر از راست، در کنار برادرش ناصر صحابه تبریزی، سومین نفر از راست، در مسابقات نیمه-حرفه‌ای نوجوانان در مشهد.

بهروز صحابه تبریزی در دوران دانشجویی برای پیشبرد انقلاب ۱۳۵۷ ایران به فعالیت سیاسی مشغول بود. پس از انقلاب نیز وی برای پیشبرد اصلاحات به فعالیت سیاسی پرداخت. وی عضو هیئت مؤسس جبهه مشارکت ایران اسلامی و همچنین عضو هیئت مؤسس بنیاد باران است. همچنین، وی در چهار دورهٔ انتخابات ریاست جمهوری فعال ستاد انتخاباتی سید محمد خاتمی (دو دوره)، مصطفی معین و میرحسین موسوی بود. در سال ۱۳۸۸، وی عهده‌دار ریاست کمیتهٔ ورزش در ستاد انتخاباتی میرحسین موسوی بود.
به واسطهٔ گرایش اصلاح طلبانه و سابقهٔ وی در ورزش حرفه‌ای، بهروز صحابه تبریزی توسط سید محمد خاتمی در سال ۱۳۷۸ به سمت کارشناس منتخب رئیس جمهور در شواری عالی ورزش منصوب گردید. وی تا سال ۱۳۸۴ در قامت کارشناس منتخب رئیس جمهور در این شورا به فعالیت پرداخت. در طول این مدت، وی همچنین نمایندهٔ منتخب رئیس جمهور در تیم بررسی عملکرد سازمان تربیت بدنی بود.

## سابقه در ورزش حرفه‌ای
بهروز صحابه تبریزی به همراه باشگاه فوتبال پاس تهران دو بار قهرمان جام تخت جمشید شده‌است (سال‌های ۱۳۵۵ و ۱۳۵۶ هجری شمسی). وی برای چندین فصل متمادی بازیکن خط میانی تیم فوتبال پاس بود. در این چند فصل، وی به بازیکنی خوش آوازه در فوتبال ایران تبدیل شد. پیش از آن نیز وی در مسابقات فوتبال آموزشگاه‌های کشور و دانشگاه‌های کشور (سال ۱۳۵۱) به رقابت حرفه‌ای پرداخته بود.
به واسطهٔ پیشینهٔ وی در فوتبال حرفه‌ای، بهروز صحابه تبریزی در سال ۱۳۶۲ به سمت ریاست فدراسیون فوتبال ایران و عضو کمیته اجرایی کمیته ملی المپیک ایران برگزیده شد و تا سال ۱۳۶۳ نیز در این سمت به فعالیت پرداخت. همچنین، علاقه و سابقهٔ وی در ورزش حرفه‌ای باعث شد که بهروز صحابه تبریزی از سال ۱۳۶۵ تا سال ۱۳۶۷ به عنوان مدیر مسئول کیهان ورزشی، و از سال ۱۳۷۰ تا ۱۳۷۷ به عنوان سردبیر ورزشی روزنامهٔ سلام به مدیریت روزنامه‌نگاری ورزشی نیز بپردازد.

## زندگی فردی
بهروز صحابه تبریزی در فروردین ۱۳۳۰ در مشهد متولّد شد. پدر وی، اسماعیل صحابه تبریزی، عهده‌دار مدیریت کارگاهی برای فرش بافی بود و سپس به فرش فروشی روی آورد. مادر وی، مرضیه مهدی‌زاده، نیز خانه‌دار بود. وی شش برادر و یک خواهر داشت. در دوران نوجوانی در مشهد به صورت نیمه-حرفه‌ای به فوتبال مشغول بود. پس از اتمام تحصیلات در دبیرستان، برای تحصیلات دانشگاهی راهی تهران شد. در همان دوران به صورت حرفه‌ای در باشگاه فوتبال پاس تهران به فوتبال مشغول شد و پس از آن نیز در تهران ماندگار شد.